# Capari
Capari (kyrillisch Цапари, albanisch Capari) ist ein Dorf im Südosten Nordmazedoniens in der Gemeinde Bitola in der Region Pelagonien. Bis 2004 war es Hauptort einer gleichnamigen Gemeinde.

## Geographie
Das Dorf Capari befindet sich rund 15 km westlich von Bitola in Richtung Resen, an den nördlichen Hängen des Gebirges Pelister in der Gegend Gjavatkol am oberen Lauf des Flusses Šemnica.

## Bevölkerung
Gemäss dem Zensus aus dem Jahr 2021 hatte Capri zu dieser Zeit 307 Einwohner.

## Geschichte
Zum ersten Mal wurde Capari in einem osmanischen Steuerregister von 1622/23 erwähnt. Nach der Errichtung des bulgarischen Exarchats wurde hier in den 1870er Jahren eine bulgarische Grundschule errichtet. Auch eine Dorfkirche, die St. Georg wurde in der Folge (1888) errichtet.
Während des Ilinden-Aufstandes war Capari, neben den Dörfern Gjavoto und Smilevo, Zentrum der Aufständischen in der revolutionären Region Bitola. 96 Aufständische aus Capari kamen während des Aufstands ums Leben. Hier wurden auch die letzten Kämpfen mit der osmanischen Armee in der Region ausgetragen. 1906 wurde im Hofe der Georgskirche ein Mahnmal mit den Gebeinen errichtet. Nach der blutigen Niederschlagung des Aufstands durch die Osmanen emigrierte ein Großteil der Bevölkerung nach Bulgarien, vor allem jedoch in die USA.
Während der Balkankriege 1912/13 Kämpften Freiwillige aus Capari im Makedonien-Adrianopel-Freiwilligen-Korps der bulgarischen Armee gegen die osmanische und serbische Armee. Nach dem Vertrag von Bukarest wurde der Ort wie ganz Mazedonien dem Königreich Serbien zugesprochen. Am 29. April 1913 richteten Offiziere der Schwarzen Hand ein Blutbad an der männliche Bevölkerung in Capari an.
Während des Ersten Weltkriegs geriet die Region und Capari zeitweilig unter bulgarische Herrschaft. In dieser Zeit bildete Capari mit dem nah gelegenen Srpci die Gemeinde Capari in der Okolija Bitola. Capari war der Hauptort der Gemeinde und hatte 1704 Einwohner. Nach dem Ende des Krieges gehörte Capari dem Königreich der Serben, Kroaten und Slowenen an.
Während des Zweiten Weltkriegs wurde Capari für drei Jahre erneut bulgarisch. Als der Ort nach dem Krieg dem kommunistischen Jugoslawien zugesprochen wurde, emigrierte in den 1950er Jahren der Großteil der Bevölkerung (über 2000 Einwohner) nach Australien. In den folgenden Jahren wurden das „Mahnmal für die Gefallenen im Ilinden-Aufstand“ sowie der bulgarische Soldatenfriedhof von den kommunistischen Machthabern zerstört. Dafür wurde ein neues „Mahnmal der Gefallenen für die Freiheit Mazedoniens“ im Zentrum des Ortes errichtet, in welchem auch die Gebeine von gefallenen Partisanen bestattet wurden.
Seit 1991 gehört Capari der unabhängigen Republik Mazedonien an.

## Sehenswürdigkeiten
- Georgskirche, erbaut 1888
- Kloster Hl. Petka, geweiht 1847.
- Bulgarischer Soldatenfriedhof

## Mit der Stadt verbundene Personen
- Konstantin Beltschew (1874–1922), Aktivist der BMARK und bulgarischer Politiker
- Michail Mukew, bulgarischer Politiker
- Pawel Christo (1874–1922), Aktivist der IMRO und Führer des Ohrid-Debar-Aufstands